# Canonica d'Adda
Canonica d'Adda là một đô thị ở tỉnh Bergamo ở vùng Lombardy, cự ly khoảng 30 km về phía đông bắc Milan và khoảng 15 km về phía tây nam Bergamo.
Đô thị này nằm bên tả ngạn sông Adda. Canonica d'Adda giáp các đô thị Brembate, Capriate San Gervasio, Fara Gera d'Adda và Pontirolo Nuovo.

## Gallery

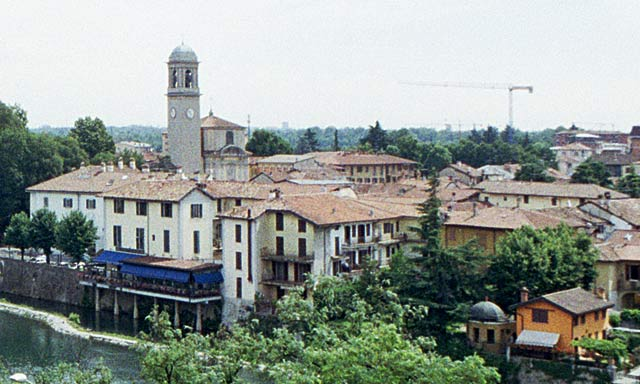
Canonica from across the Adda
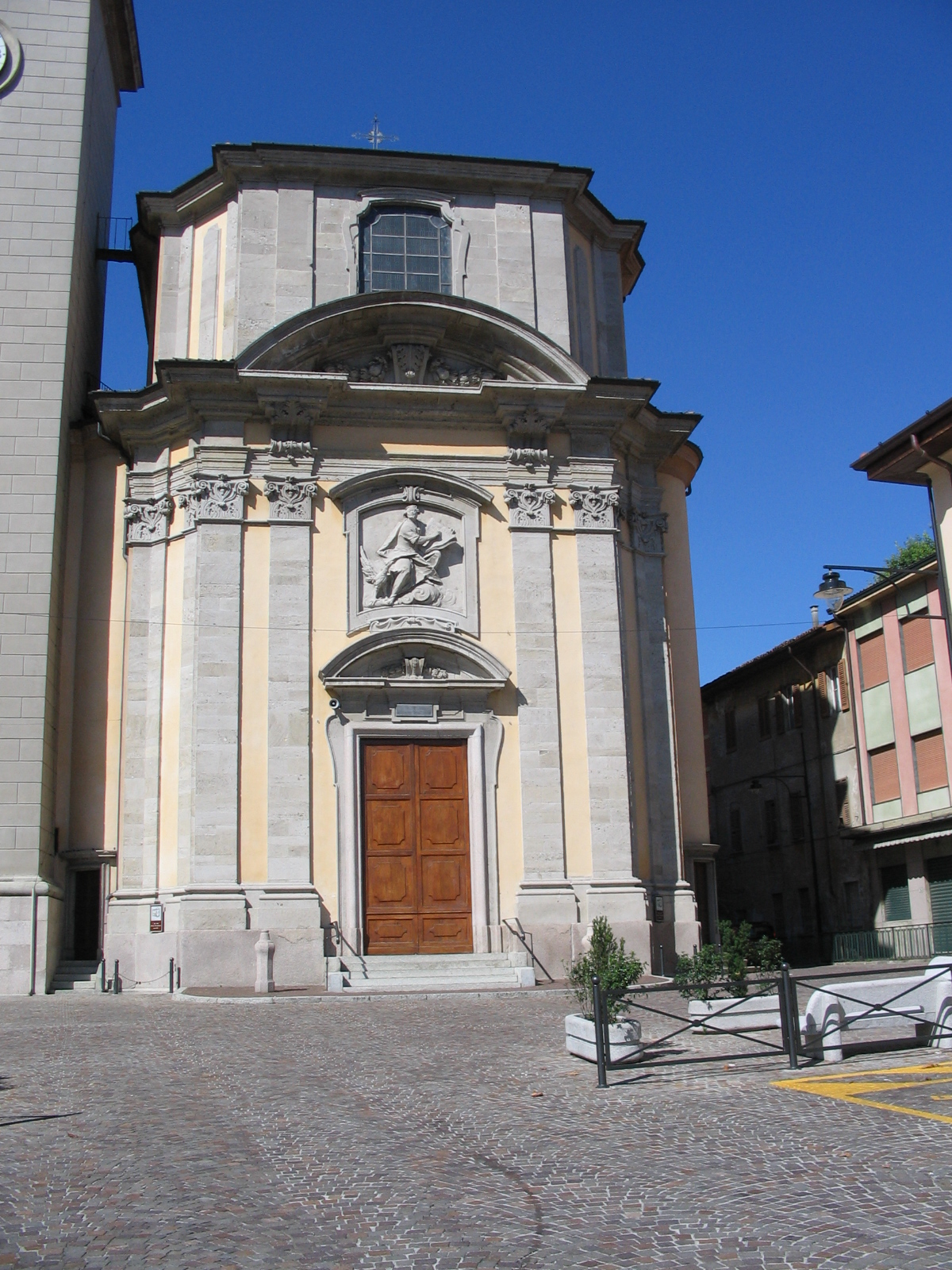
Parish church
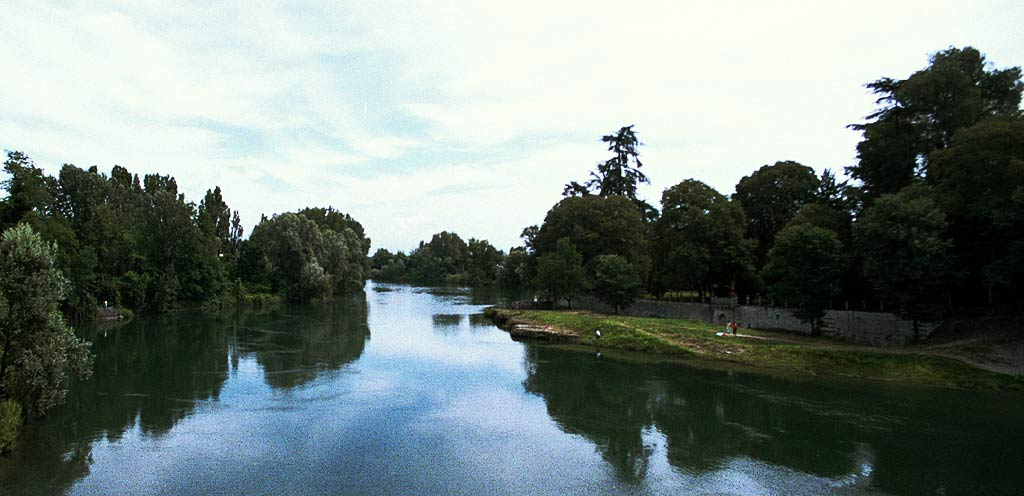
The Adda runs between Canonica d’Adda (on our right) and Vaprio d’Adda.